# فرانك بي. فرنسيس
فرانك بي. فرنسيس (بالإنجليزية: Frank B. Holman)‏ هو سياسي أمريكي، ولد في 17 أغسطس 1930، وتوفي في 2 ديسمبر 2005. حزبياً، نشط في الحزب الجمهوري.